# Прапор Глибоцького району
Пра́пор Глибо́цького райо́ну — офіційний символ Глибоцького району Чернівецької області, затверджений 23 травня 2008 року рішенням № 57-18/08 18 сесії Глибоцької районної ради 5 скликання.

## Опис
Прапор являє собою прямокутне полотнище зі співвідношенням сторін 2:3, зліва біля древка розташована вертикальна червона смуга (1/5 ширини прапора), на якій зображений жовтий кадуцей. Частина з вільного краю складається з п'яти горизонтальних смуг: синьої, жовтої, зеленої, жовтої та синьої у співідношенні 1:1:16:1:1. Посередині зеленої смуги розміщено герб району.
В основу герба покладено щит іспанської форми із заокругленою нижньою частиною, де на блакитному полі розміщені золотий хрест, а під ним — золоті букові горішки та листочки. Інше поле розділене 4 рази на 3 срібні та 2 зелені поля, на яких посередині намальована дубова гілка з жолудями. Щит вписано золотим вінцем у декоративний картуш з короною, нижня частина якого оточена вінком золотих колосків пшениці.

## Символіка
Полотнище прапора виконане з використанням 4-х геральдичних кольорів і кольору шляхетського металу, що означає:
- Синьо-жовтий у формі смуги — символ належності до України.
- Зелений означає надію, достаток, волю, радість, підкреслює багатство навколишньої природи Глибоччини.
- Червоний символізує хоробрість, мужність, безстрашність.
- Золотий кадуцей — жезл бога торгівлі Меркурія вказує на минуле і сьогодення Глибоцького району, а також свідчить про першу митницю на Буковині та про торговельні шляхи, які проходять через район.